# Saša Planinšec
Saša Planinšec est une joueuse de volley-ball slovène née le 2 juin 1995 à Maribor. Elle joue au poste de central.

## Palmarès

### Clubs
MEVZA:
- 2013, 2015
- 2014
- 2017

Championnat de Slovénie:
- 2013, 2014, 2017
- 2015, 2016

Coupe de Slovénie:
- 2015, 2016, 2017

Coupe d'Allemagne:
- 2018

Championnat d'Allemagne:
- 2018

### Équipe nationale
Championnat du monde de 23 ans:
- 2017

### Distinctions individuelles
- Ligue d'argent européenne 2019 : Meilleure bloqueuse.